# Bill Wise
William Allen Wise, meglio noto come Bill Wise (Lexington, 6 agosto 1964), è un doppiatore statunitense, attivo principalmente presso la Pixar.

## Filmografia

### Doppiatore
- Gli Incredibili 2 (2018)
- Apollo 10 e mezzo (Apollo 10 1⁄2: A Space Age Childhood), regia di Richard Linklater (2022)

### Animatore
- Toy Story - Il mondo dei giocattoli (1995) - illuminazione
- A Bug's Life - Megaminimondo (1998) - luci, shading artist
- Monsters & Co. (2001) - artista di ombre
- Ribelle - The Brave (2012) - supervisione al direttore tecnico
- Monsters University (2013) - sistema di animazione
- Gli Incredibili 2 (2018) - supervisione personaggi